# Vasudeva
Vasudeva è una figura mitologica dell'Induismo: è il padre di Kṛṣṇa e di Balarāma. Vāsudeva con una "a" lunga è un patronimico e significa "discendente di Vasudeva". È un appellativo di Krishna.

## Storia
In questo contesto Vasudeva è figlio di Sūra, discendente di Yadu (quindi una Yādava). La sorella di Vasudeva, Kunti, era sposata con Pandu.
Vasudeva sposò Devaki, cugina del re Kamsa; ebbe anche una seconda moglie, Rohini Devi, con cui ebbe una figlia, Subhadra. Vasudeva e Devaki passarono la maggior parte della loro vita adulta imprigionati nel palazzo reale per ordine di Kamsa, in seguito ad una profezia secondo cui Kamsa sarebbe stato ucciso da un figlio di Devaki. Dopo la nascita di Krishna Vasudeva, in seguito ad intervento divino, poté scappare temporaneamente dal palazzo reale per affidare il figlio a Nanda Baba. Quando Kamsa si rese conto che Krishna era stato messo in salvo, liberò Vasudeva e Devaki.
Dopo che Kamsa fu ucciso da Krishna, Vasudeva diventò Principe della Corona della città di Mathura sotto il nuovo re Ugrasena, zio di Devaki.